# Montbel, Ariège

Montbel este o comună în departamentul Ariège din sudul Franței. În 1 ianuarie 2022 avea o populație de 93 de locuitori.